# آمیرزا
آمیرزا عنوان یک بازی ویدئویی توسعه‌یافته در ایران است که برای سکوی اندروید عرضه می‌شود.
تا مرداد ۱۳۹۷، این بازی با پنج میلیون نصب در کافه بازار، پرطرفدارترین نرم‌افزار این فروشگاه بوده است.
آمیرزا یک بازی «حدس کلمات» است که در آن جواب مسئله کلمهٔ فارسی ساده‌ای است که از ترکیب حرف‌های فارسی حاصل می‌شود.
این بازی بیشتر از ۴۰۰۰ مرحله دارد.
این بازی در آذر ۱۳۹۶ عرضه شد
و در هفتمین جشنواره بین‌المللی بازی‌های رایانه‌ای تهران نامزد دریافت دیپلم افتخار در شاخه دستاورد موسیقی
بود.
در این نرم‌افزار «خریدهای درون‌برنامه‌ای» گنجانده شده است.

## ویژگی‌های بازی
بازی آمیرزا با ۲ میلیون نصب فعال در کافه بازار در دسته بازی‌های جدول کلمات قرار می‌گیرد.
در این بازی شما می‌بایست با استفاده از حروفی که به شما نمایش داده می‌شود شروع به ساخت کلمات کنید و مراحل بازی را به پایان برسانید. در این بازی برای گذر از هر مرحله باید جداول کلماتی که این بازی در اختیار شما قرار می‌دهد را با استفاده از حروف پیشنهادی تکمیل کنید. در پایان هر مجموعه حرفی که با آن کلمه ساخته‌اید به شما تعدادی سکه اختصاص می‌دهد که با استفاده از آن‌ها می‌توانید از قابلیت راهنمای بازی استفاده کنید. همچنین علاوه بر کلمات اصلی که می‌بایست بسازید، در تمامی بخش‌ها شما اگر کلمه اضافی‌ای با حروف بسازید در قندان کلمات اضافی شما ذخیره شده و پس از رسیدن به حد و حدود معینی می‌توانید آن‌ها را تبدیل به سکه کنید.

## مدل درآمدی
مدل درآمدی در بازی آمیرزا خرده‌پرداخت (Micropayment) است. از طریق انجام پرداخت کاربر می‌تواند اقدام به خرید سکه‌هایی کند که در استفاده از راهنمای برنامه مصرف می‌شوند.

## پیوند به یرون
- خبرگزاری باشگاه خبرنگاران (2018-08-20). "پاسخ مرحله میرزا دلاک مشتمالیان بازی آمیرزا". خبرگزاری باشگاه خبرنگاران | آخرین اخبار ایران و جهان | YJC. Retrieved 2019-01-13.
- "مسیری که بازی‌سازان اندرویدی کافه بازار طی کردند/ برای رسیدن به موفقیت از شکست رد شدیم". خبرگزاری ایلنا. 2019-01-13. Retrieved 2019-01-13.
- "جواب کامل همه مراحل بازی آمیرزا (حل مراحل بازی آمیرزا)". لیبانو. 2018-04-30. Retrieved 2019-01-13.
- "مصاحبه با بازی آمیرزا (استودیو نردبان اندیشه) + پادکست - کالج تپسل". کالج تپسل. 2018-12-01. Retrieved 2019-01-13.